# Plaza de Cayzedo
La Plaza de Cayzedo es la plaza principal de la ciudad de Cali, en el Valle del Cauca. Fue conocida como La Plaza Mayor durante la época colonial, hasta 1813 que se denominó como Plaza de la Constitución. En 1913 le fue dado su actual nombre en honor al prócer de la independencia del Valle del Cauca y mártir caleño Joaquín de Cayzedo y Cuero, y fue adornada con una estatua suya en el centro. Está rodeado de numeroso edificios, entre los cuales se destacan el Palacio Nacional, el Edificio Otero y la Catedral de San Pedro, catalogados junto a la plaza como monumentos nacionales. La plaza tiene 6500 m2.

## Historia

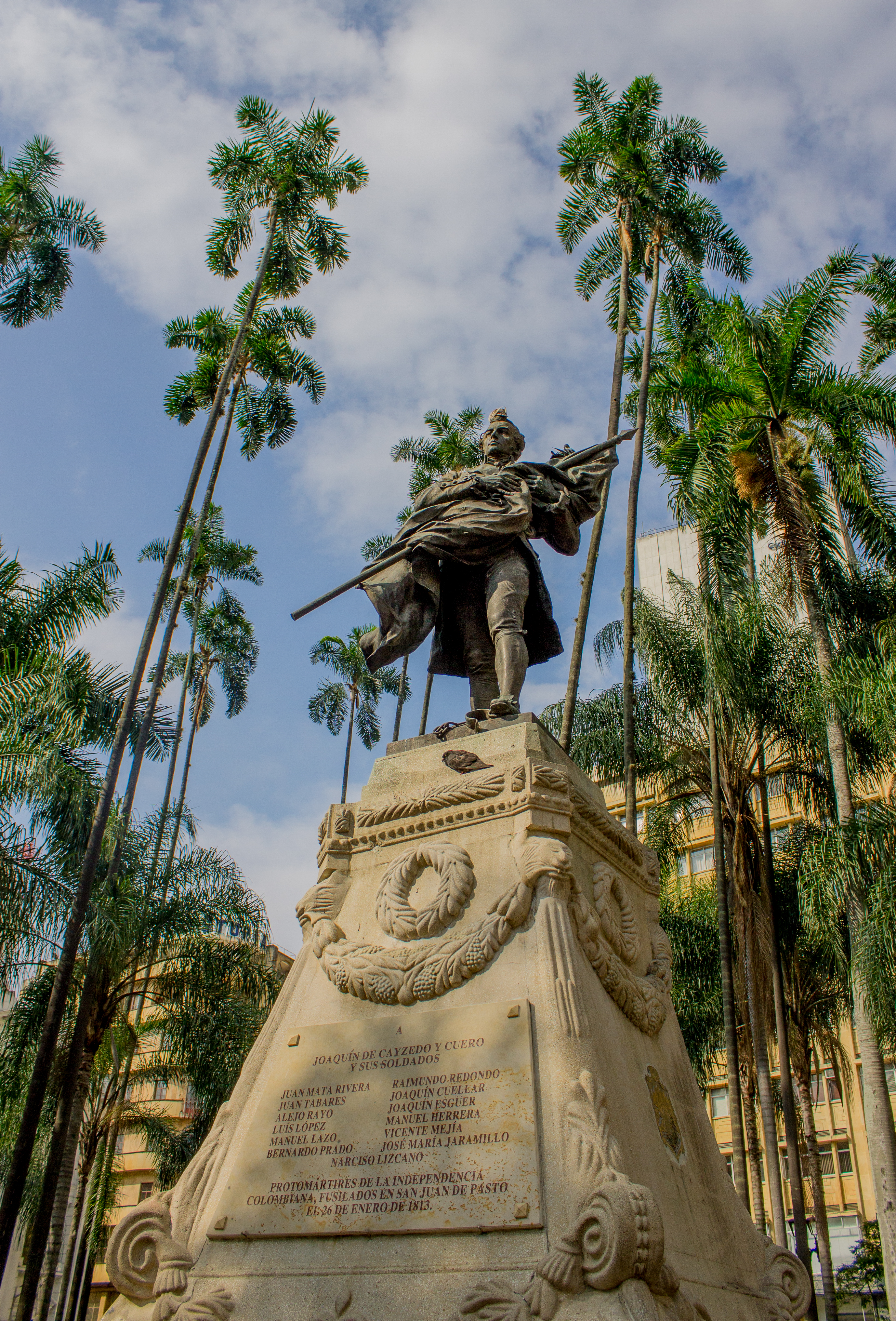
Estatua de Joaquín de Cayzedo y Cuero.

Durante la época de la colonia, la plaza fue el epicentro de espectáculos y punto de reunión de los primeros habitantes de la ciudad, siendo usada también como mercado. 
La plaza de Cayzedo es el punto de inicio del desarrollo de la ciudad, en su alrededor eran construidas las casa de los habitantes más adinerados de la ciudad, convirtiéndose rápidamente en el principal centro de comercio de la ciudad durante sus primeros años. Desde 1674 hasta 1897 se destinó principalmente la como plaza de mercado público. 
En 1898 fue acondicionado como un parque, construyendo un kiosco para presentaciones de la banda municipal y fue encerrado con una reja ornamental, la cual se mantuvo hasta 1936, cuando fue acondicionada nuevamente como plaza pública.
La plaza fue remodelada en 1986 con motivo de los 450 años de fundación de la ciudad de Cali. Fue el lugar de trabajo de los escribanos públicos y emboladores de zapatos, hasta que estos fueron reubicados en el Parque de los poetas a una cuadra de distancia.

## Acontecimientos
- Durante la época colonial se organizaron corridas de toros en la plaza.[6][8]
- El primer carro que llegó a la ciudad de Cali, conducido por Ernesto Seydardh el 13 de junio de 1913, sufrió un accidente en la plaza durante el ensayo de su recorrido.[9]